# Брейн, Мэрилин
Мэрилин Брейн (англ. Marilyn Brain; род. 14 апреля 1959, Галифакс), в замужестве Кэмпбелл (англ. Campbell) — канадская гребчиха, выступавшая за сборную Канады по академической гребле в 1980-х годах. Серебряная призёрка летних Олимпийских игр в Лос-Анджелесе, победительница и призёрка регат национального значения.

## Биография
Мэрилин Брейн родилась 14 апреля 1959 года в городе Галифакс провинции Новая Шотландия, Канада. 
Занималась академической греблей во время учёбы в педагогической школе Викторианского университета, состояла в университетской гребной команде, неоднократно принимала участие в различных студенческих соревнованиях.
Начиная с 1981 года состояла в основном составе канадской национальной сборной, принимала участие в крупнейших международных регатах, том числе стартовала на пяти чемпионатах мира и пяти Люцернских международных регатах. Ближе всего была к призовым позициям на чемпионате мира 1983 года в Дуйсбурге, где в главном финале распашных рулевых восьмёрок показала на финише четвёртый результат.
Пик её спортивной карьеры пришёлся на 1984 год, когда благодаря череде удачных выступлений она удостоилась права защищать честь страны на летних Олимпийских играх 1984 года в Лос-Анджелесе. В составе экипажа, куда также вошли гребчихи Анджела Шнейдер, Барбара Армбруст, Джейн Треганно и рулевая Лесли Томпсон, финишировала в распашных четвёрках на второй позиции позади экипажа из Румынии и тем самым завоевала серебряную олимпийскую медаль. За это выдающееся достижение по итогам сезона была признана лучшей спортсменкой Виктории.
В сентябре 1986 года Брейн приняла решение завершить спортивную карьеру и перешла на тренерскую работу. В период 1990—1999 годов работала в Федерации гребного спорта Канады координатором национальной сборной, затем вернулась в Викторианский университет, где в течение многих лет была тренером и администратором местной гребной команды. Одновременно с тренерской деятельностью продолжала обучение по педагогической специальности, в 2007 году получила степень магистра. С 2009 года занимала должность директора в начальной школе. Замужем за гребцом Ховардом Кэмпбеллом.